# This Is the Army
This Is the Army ist eine Musicalkomödie aus dem Jahr 1943, die von Hal B. Wallis und Jack L. Warner produziert wurde; die Regie führte  Michael Curtiz. Das von Casey Robinson und Claude Binyon verfasste Drehbuch basiert auf dem Broadway-Musical von Irving Berlin, das geschaffen wurde, um die Moral der Vereinigten Staaten zur Zeit des Zweiten Weltkriegs zu heben. Berlin schrieb auch die neunzehn im Film vorkommenden Lieder und sang eines davon selbst. Viele der Darsteller dieses Ensemblefilms waren gleichzeitig Soldaten der Army, beispielsweise Ronald Reagan und Joe Louis. Der Film wurde  1944 mit dem Oscar für die beste Filmmusik eines Musicalfilms ausgezeichnet.

## Handlung
Der Schauspieler und Tänzer Jerry Jones (George Murphy) wird während des Ersten Weltkriegs zum Militärdienst eingezogen. Dort inszeniert er eine Musicalshow mit dem Titel Yip Yip Yaphank, die zu einem großen Erfolg wird. Nichtsdestotrotz erhalten die schauspielenden Soldaten während einer Aufführung den Marschbefehl nach Frankreich. Anstatt die Show zu Ende zu spielen, marschieren sie durch den Zuschauerraum, verlassen das Theater durch den Haupteingang und besteigen die wartenden Truppentransporter. Jones gibt seiner frischvermählten Braut Ethel (Rosemary DeCamp) einen Abschiedskuss.
In den Gräben Frankreichs werden einige der Soldaten, die an der Show beteiligt waren, durch deutsches Artilleriefeuer getötet oder verletzt; Jones erhält eine Verletzung am Bein und ist in Folge auf einen Gehstock angewiesen, was das Ende seiner Karriere als Tänzer bedeutet. Dennoch ist er entschlossen, seinem Leben weiterhin einen Sinn zu geben, insbesondere da er inzwischen Vater eines Sohnes ist; er eröffnet eine Theateragentur. Ausbilder Sergeant McGee (Alan Hale Sr.) und Private Eddie Dibble (Charles Butterworth) überleben ebenfalls.
25 Jahre später ist der Zweite Weltkrieg ausgebrochen. Jerrys Sohn Johnny (Ronald Reagan) meldet sich kurz nach dem Angriff auf Pearl Harbor freiwillig zum Militärdienst. Seiner Freundin Eileen Dibble (Joan Leslie), der Tochter von Eddie, sagt er, dass sie erst nach seiner Rückkehr heiraten könnten, da er sie nicht zur Witwe machen wolle.
Jerry, Eddie und einige andere Veteranen statten der Ausbildungskaserne, in der Johnny stationiert ist, einen Besuch ab und stellen fest, dass ihr alter Ausbilder McGee immer noch im Dienst ist. Gemeinsam beschließen sie, ein weiteres Musical namens This Is the Army zu inszenieren, um damit das Soldatenhilfswerk zu unterstützen. Johnny nimmt widerwillig an der Aufführung teil und tritt damit in die Fußstapfen seines Vaters. Die Show wird auf einer Tour in den gesamten USA aufgeführt und erreicht sogar Washington, D.C., wo sich Präsident Roosevelt im Publikum befindet. Während der Aufführung wird bekannt, dass es sich um die letzte Aufführung handeln wird, da die Soldaten wieder zu ihren Einheiten zurückkehren müssten, um sich auf den Kampfeinsatz vorzubereiten.
Eileen, die sich zur Arbeit beim Roten Kreuz gemeldet hat, trifft Johnny hinter der Bühne. Sie hat einen Militärseelsorger mitgebracht und überzeugt Johnny davon, sofort zu heiraten. In einer Gasse hinter dem Theater wird Hochzeit gefeiert; als Trauzeugen dienen die beiden Väter. Danach marschieren die Männer wie ihre Väter zuvor in den Krieg.
Die Aufführung der beiden Musicalshows ist in die Handlung des Filmes eingebaut.

## Broadway-Musical

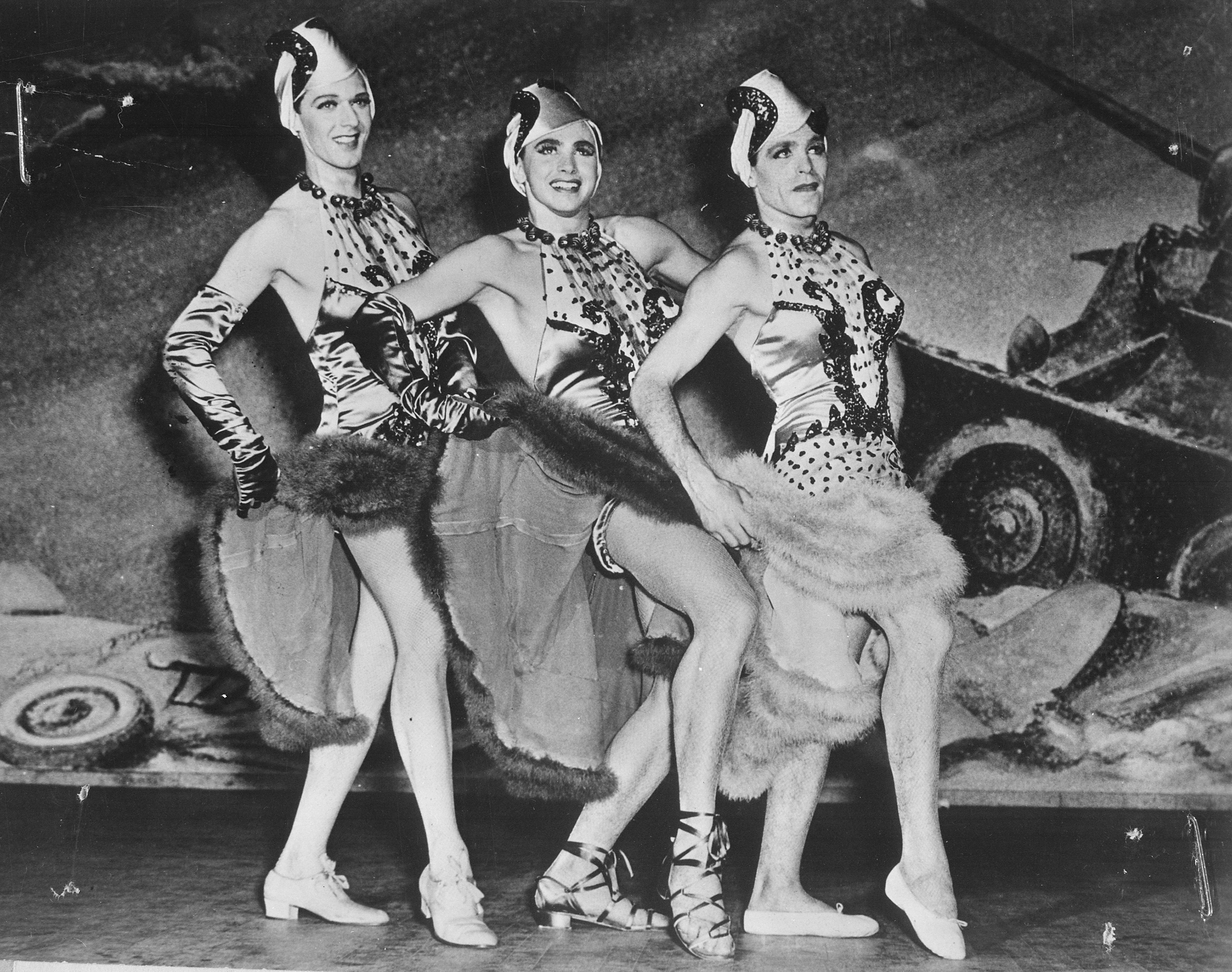
Drei männliche Soldaten in Drag bei der Broadwayaufführung (1942)

Im Mai 1941 besuchte der ehemalige Sergeant Irving Berlin auf einer die Armeebasis Camp Upton in Yaphank, New York, wo er im Ersten Weltkrieg stationiert gewesen war. Dort sprach er mit den kommandierenden Offizieren, unter ihnen Captain Ainsworth Rankin, über die Wiederaufnahme seines Stückes Yip! Yip! Yaphank! aus dem Jahr 1917. General George C. Marshall stimmte einer neuen Broadway-Produktion zu, sodass Berlin schon wie im Ersten Weltkrieg in Camp Upton an den Arrangements und Proben arbeiten konnte. Sergeant Ezra Stone übernahm die Regie des neuen Stückes und zusammen arbeiteten sie wochentags an der Handlung und Besetzung. Berlin bestand darauf, dass im neuen Stück Afroamerikaner gemeinsam mit Weißen auf der Bühne stehen konnten, was ihm bei Yip! Yip! Yaphank! noch nicht möglich gewesen war. Für Berlin war das nichts Besonderes, wohl aber in der Armee, in der noch Rassentrennung herrschte. Obgleich in dieser Hinsicht progressiv, hatte Berlin vor, das Stück mit einer Minstrel Show zu beginnen; Stone konnte ihn jedoch davon überzeugen, dass es unmöglich sei, 110 Schauspieler innerhalb einer Nummer von Blackface abzuschminken. Berlin verwarf die Idee und schrieb stattdessen ein Stück im Stil von „Puttin' on the Ritz“ mit dem Titel „That’s What the Well-Dressed Man in Harlem Will Wear“.
Das neue Stück lief vom 4. Juli bis zum 26. September 1942 am Broadway; Regie führte Ezra Stone, die Choreographie stammte von Corporal Nelson Barclift und Sergeant Robert Sidney. Die Aufführung war ein solcher Erfolg, dass man damit auf landesweite Tournee ging. Diese endete am 13. Februar 1943 in San Francisco und spielte bis dahin 2 Millionen Dollar (inflationsbereinigt 31.332.030 Dollar) für den Army Emergency Relief Fund ein. Danach ging die Produktion auf weltweite Tournee, unter anderem in England, Italien und Guam.

## Produktion
Der Film hat denselben Titel wie die Bühnenversion der Musicalshow. Er beinhaltet eine Reihe von Cameo-Auftritten unter anderem von Irving Berlin, Kate Smith, Frances Langford und Joe Louis. Hätte den Entscheidungsträgern in Washington die Idee eines Armee-Musicals nicht gefallen, wäre Berlin auch bereit gewesen, es This Is the Navy oder This Is the Air Corps zu nennen. Smiths Version von Berlins „God Bless America“ ist wohl die bekannteste auf Film festgehaltene Version des Liedes. Joe Louis tritt in einer Revuenummer mit dem Titel „That’s What the Well-Dressed Man in Harlem Will Wear“ auf, an der zudem James Cross als Lead-Sänger, William Wycroff als Drag-Tänzer, Marion Brown als Tänzerin und ein etwa zwölf Stimmen umfassender Chor mitwirken; es ist die einzige gesungene Szene, die auch Afroamerikaner enthält. Louis hat daneben noch zwei weitere Szenen (unter anderem in einem Boxkampf), in denen er jedoch nicht spricht.
Einer der Höhepunkte des Films ist der Auftritt Irving Berlins selbst, der sein Lied „Oh! How I Hate to Get Up in the Morning“ in einer Szene singt, die aus Yip! Yip! Yaphank! entnommen ist. Daneben enthält der Film eine Szene, in der verschiedene Berühmtheiten der damaligen Zeit imitiert werden, beispielsweise die Bühnenstars Jane Cowl, Lynn Fontanne, Alfred Lunt und Ethel Barrymore sowie die Filmschauspieler Charles Boyer und Herbert Marshall.
Die Revuenummern des Films umfassen akrobatische Einlagen, Comedy-Nummern, ein Stück, in dem Alan Hale in Drag auftritt, eine Minstrel Show (die bei Fernsehausstrahlungen und auf Videoveröffentlichungen oft weggelassen wurde) und Stücke, die der Navy und dem Air Corps gewidmet sind. Obwohl diese Musicalnummern das Herzstück des Films darstellen, sind sie in eine Handlung eingebettet, die unter anderem die Liebesgeschichten eines Vaters und seines Sohns zur Zeit beider Weltkriege erzählt.

## Veröffentlichung

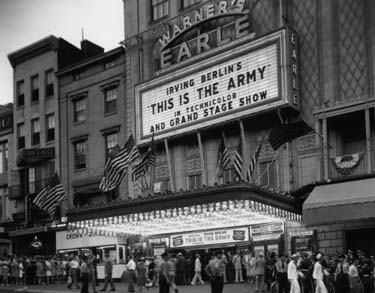
Premiere von This Is the Army

Der Film hatte am 12. August 1943 im Warner’s Earle Theater in Washington Premiere. Er spielte insgesamt 9.555.586,44 Dollar ein, was nach heutigem Stand etwa 149.697.953 Dollar entspricht; die Einnahmen wurden an die Wohlfahrtseinrichtung Army Emergency Relief Fund gespendet.
Mit Kriegsende kam auch das Ende der weltweiten Musical-Tournee. Eine letzte Aufführung fand am 22. Oktober 1945 auf Maui statt; Irving Berlin sang dabei noch einmal „Oh! How I Hate to Get Up in the Morning“. Seit Mitte der 1970er Jahre ist der Film gemeinfrei und wurde seitdem mehrmals im Fernsehen gezeigt.
Sowohl George Murphy als auch Ronald Reagan strebten politische Ämter an. Murphy war von 1965 bis 1971 Vertreter Kaliforniens im US-Senat; Reagan war von 1967 bis 1975 Gouverneur von Kalifornien und schließlich von 1981 bis 1989 Präsident der Vereinigten Staaten von Amerika. Dabei unterstützten sie sich jeweils gegenseitig bei ihren Wahlkämpfen. Reagan bezeichnete Murphy, der einige Jahre vor ihm in das politische Geschehen einstieg, scherzhaft als seinen „Johannes der Täufer“.
Viele der Soldaten, die an der Show beteiligt waren, trafen sich alle fünf Jahre nach Ende des Krieges. Ihr letztes Treffen fand 1992 im Theater District von New York statt.

## Gesangsnummern (Film)
- „It’s Your Country and My Country“
- „My Sweetie“
- „Poor Little Me“
- „We’re On Our Way to France“
- „Goodbye, France“
- „God Bless America“
- „What Does He Look Like“
- „This Is The Army, Mr. Jones“
- „I’m Getting Tired So I Can Sleep“
- „Mandy“
- „Ladies of the Chorus“
- „That’s What the Well Dressed Man in Harlem Will Wear“
- „How About a Cheer for the Navy“
- „I Left My Heart at the Stage Door Canteen“
- „With My Head in the Clouds/American Eagles“
- „Oh, How I Hate to Get Up in the Morning“
- „This Time“

„My British Buddy“, das ebenfalls von Berlin gesungen wurde, wurde aus dem Film geschnitten, jedoch auf DVD veröffentlicht. Es wurde ursprünglich für die britische Produktion des Musicals hinzugefügt.

## Auszeichnungen
Der Soundtrack gewann bei der 16. Oscarverleihung 1944 in der Kategorie „Beste Filmmusik eines Musicalfilms“. Daneben war der Film in der Kategorie „Bester Ton“ (Nathan Levinson) nominiert.